# 张子贞 (1879年)
张子贞（1879年—1931年），字青圃，云南大理龙尾人，中华民国滇军将领。

## 生平
1879年，张子贞生于云南大理龙尾古城。早年在下关玉龙书院学习。1905年，张子贞奉派赴日本留学，先后入振武学校、日本陆军士官学校就讀，為該校中國留學生第八期步兵科學生，留學日本期间，于1906年加入中国同盟会，並成為同盟會雲南支部的首批成員之一。宣統二年（1910）畢業返國，編入雲南陸軍講武堂，擔任步兵科戰術教官。張子貞利用其身分將革命黨的意識形態傳達給講武堂學生，使得同盟會發動革命時可以從講武堂中號召。
1911年，在昆明重九起义中，张子贞使用其身分號召講武堂學生響應參與革命。當日張子貞率領講武堂、陸軍小學堂等軍校生攻佔昆明各官署。起义成功后，任大中华国云南军都督府参谋部谍查部部长。1911年11月11日，云南军都督府审议“援蜀案”，随后派出援川军一个师，军务总长韩建铎任师长兼援川军总司令，下辖两个梯团，其中李鸿祥任第二梯团长，张子贞任該梯團所轄之第一联联长，黄毓英任大队长。12月中旬，张子贞部隊进占四川泸州。因援川巡按使郭灿遭滇军援川军第一梯团张开儒侮辱，引起川军对滇军的愤慨，张子贞遂代表蔡锷向巡按使郭灿道歉。此时，第二梯团已光复重庆、泸州，第二梯团长李鸿祥沿长江北上，赴富顺、自流井，准备北伐，留下第一联联长张子贞率步兵第一大队以及弹药驻守泸州。
为解决滇军与川军的矛盾，“二月十八日，援蜀滇军总司令官韩建铎、第一梯团长谢汝翼，第二梯团长李鸿祥、自贡支队长张子贞，会蜀军政府北伐团全权大使于自流井，商定北伐约。”川军和滇军决定共同北伐。张子贞任北伐军支队长，率军进驻重庆。后来，重庆军政府想违约，张子贞乃率部离开重庆进军武汉。但不久，川军内乱，重庆都督逃走，张子贞率部返回重庆，安定局面。
1912年2月12日，清帝溥仪退位。随后，袁世凯就任中华民国临时大总统，南北统一。滇军与川军的北伐军停止进军。同年，蔡锷任命张子贞为支队长，率黄毓英、马为麟部，赴贵州帮助唐继尧“援黔”。在贵州，张子贞率部平定了土匪和叛乱。1912年6月，张子贞率部离开贵州返回云南。同年7月，改任雲南陸軍步兵第二团团长，招募并训练新兵。12月28日北京大总统令，升任张子贞为雲南陸军第一师第一旅旅长，授陆军少将衔。雲南省軍在二次革命時未響應孫中山的號召反袁，因此袁世凱在二次革命後開始拉攏雲南省省軍，1914年3月12日大总统令，张子贞升为云南陆军第一师师长，授陆军中将衔。
1915年12月21日，袁世凯稱帝，成立中華帝國，為了拉攏各地軍事將領，因此冊封唐继尧等9人为一等侯爵，封张子贞等19人为二等男爵。不過袁世凱稱帝並未得到雲南省軍的響應，蔡锷開始串聯雲南省軍人啟動反袁戰爭，作為雲南省軍主要將領之一的張子貞響應了蔡鍔的號召。12月24日，云南陆军第一师师长张子贞、第二师师长刘祖武发出《反对袁世凯帝制自为电》，通电反袁。12月25日，蔡锷、唐继尧、李烈钧暨军政全体发出通电，宣布云南独立，兴兵讨袁。1915年12月29日，张子贞获北京政府加将军衔，暂代督理云南军务，此外，北京政府还任命第二師師長刘祖武为云南巡按使，試圖收買滇军主力將領，分化護國軍。但张子贞、刘祖武均拒绝了北京政府任命。
1916年护国战争时，张子贞任护国军总参谋长、云南军都督府参谋厅厅长、云南陆军讲武学校第十期校长。随后，唐继尧任命张子贞为護國第六軍军长，进兵广东。护国战争胜利后，繼任元首的黎元洪发布大总统令，授予张子贞二等嘉禾章、三等嘉禾章。
护国战争结束後，因蔡鍔在民國五年（1916）11月猝逝，雲南省軍內部軍權鬥爭開始啟動。省內名面上最高指揮官唐繼堯沒有信心控制滇軍主力將領，因此想扶持親信替代這批宿將，這使得唐繼堯和張子貞等人的關係陷入緊張。同時，親北京政府的政學會廣西政治家李根源試圖和唐繼堯爭奪省政主導權，開始策動雲南軍人反唐，李根源並利用與段祺瑞的關係，取得段祺瑞的斯下許諾，傳達可用張子貞替代唐繼堯擔任雲南督軍的意向。多個不同方向的不利信號，使唐繼堯主動下手啟動對張子貞的壓迫，並使得張子貞開始轉向反唐繼堯陣營。
唐继尧利用张子贞为父亲治丧之机，对张子贞明升暗降，削去张子贞的兵权，后来将张子贞解职。此后，1918年7月，张子贞赴楚雄找戢翼翘，希望戢翼翘在楚雄的两个旅进攻唐继尧，被戢翼翘拒绝。当时，唐继尧不在昆明，其弟唐继虞代理督军，已得知张子贞正从事反唐继尧的活动，遂下令通缉张子贞。在张子贞到楚雄时，唐继虞的通缉令也到了。戢翼翘并未逮捕张子贞，而是令其自楚雄经缅甸转赴北京。
1921年，顾品珍推翻唐继尧，任滇军总司令，张子贞、李鸿祥回到云南，张子贞任护国第二军旅长。1922年顾品珍失败身亡后，同年3月9日，金汉鼎、警察厅长朱德、旅长唐淮源等高级军政要人及机枪营、警卫连离开昆明向西逃跑，后来罗佩金、张子贞等也加入。不久，罗佩金遇害，金汉鼎、朱德、张子贞一行改由牟定、姚安撤退到川南，于4月下旬抵达重庆，受到四川督军刘湘、重庆警备司令杨森派员迎接。同年6月，他们自重庆赴上海，抵达上海不久，朱德自费留学欧洲，张子贞则寓居上海直至1924年。
1924年冬，杨杰应孙中山之邀归国任国民军第3军参谋长，杨杰邀张子贞出任国民军第3军参谋。1925年3月，杨杰任国民军前敌总指挥，张子贞任参谋。同年9月后，杨杰、张子贞离开国民军，赴广州参加国民革命军。1926年5月，杨杰任国民革命军第6军总参议，张子贞任参议，参加北伐。在北伐中，杨杰历任第6军17师师长、第1纵队队长、第6军副军长并代理军长、第18军军长、国民革命军总司令部淮南行营主任兼总预备队指挥官，张子贞一直作为杨杰的参谋或参议。1928年，杨杰任国民革命军第1集团军参谋长，继续参加北伐，张子贞任参谋。
1929年3月，杨杰任陆海空总司令部行营总参谋长，张子贞任总参议。同年10月，杨杰任南路军行营总参谋长、讨逆军第10军军长兼左翼指挥官，张子贞任高级参议。1930年2月，杨杰调任宁、镇、澄、淞四路要塞司令部总司令，张子贞任司令部参谋长。
1931年，张子贞在上海病逝，享年52岁。